# Bromley (efternamn)
Bromley är ett efternamn.

## Personer med namnet
- Henry Bromley (1560–1615), engelsk godsägare och politiker
- Henry Bromley, 1:e baron Montfort (1705–1755), brittisk godsägare och politiker
- Sir Thomas Bromley (död 1555), engelsk domare
- Sir Thomas Bromley (1530–1587), engelsk lordkansler
- Sir Thomas Bromley (1585–1641), engelsk godsägare och politiker
- Thomas Bromley, 2:e baron Montfort (1733–1799), brittisk politiker